# Acqueville (Manche)
Acqueville is een plaats en voormalige gemeente in het Franse departement Manche in de regio Normandië en telt 650 inwoners (1999), die Acquevillais worden genoemd. De plaats maakt deel uit van het arrondissement Cherbourg.

## Geschiedenis
Toen het kanton Beaumont-Hague op 22 maart 2015 werd opgeheven gingen de gemeenten op in het op die dag opgerichte kanton La Hague, dat verder alleen Querqueville omvatte. Op 1 januari 2017 fuseerden de gemeenten van het voormalige kanton tot de huidige commune nouvelle La Hague.

## Geografie
De oppervlakte van Acqueville bedraagt 5,8 km², de bevolkingsdichtheid is 112,1 inwoners per km².
De onderstaande kaart toont de ligging van Acqueville (Manche) met de belangrijkste infrastructuur en aangrenzende gemeenten.

## Demografie
Onderstaande figuur toont het verloop van het inwonertal (bron: INSEE-tellingen).

Acqueville · Auderville · Beaumont-Hague · Biville · Branville-Hague · Digulleville · Éculleville · Flottemanville-Hague · Gréville-Hague · Herqueville · Jobourg · Landemer · Nacqueville · Omonville-la-Petite · Omonville-la-Rogue · Sainte-Croix-Hague · Saint-Germain-des-Vaux · Tonneville · Urville-Hague · Vasteville · Vauville